# Cycnoches loddigesii
Cycnoches loddigesii es una especie de orquídea epifita, originaria de Sudamérica.

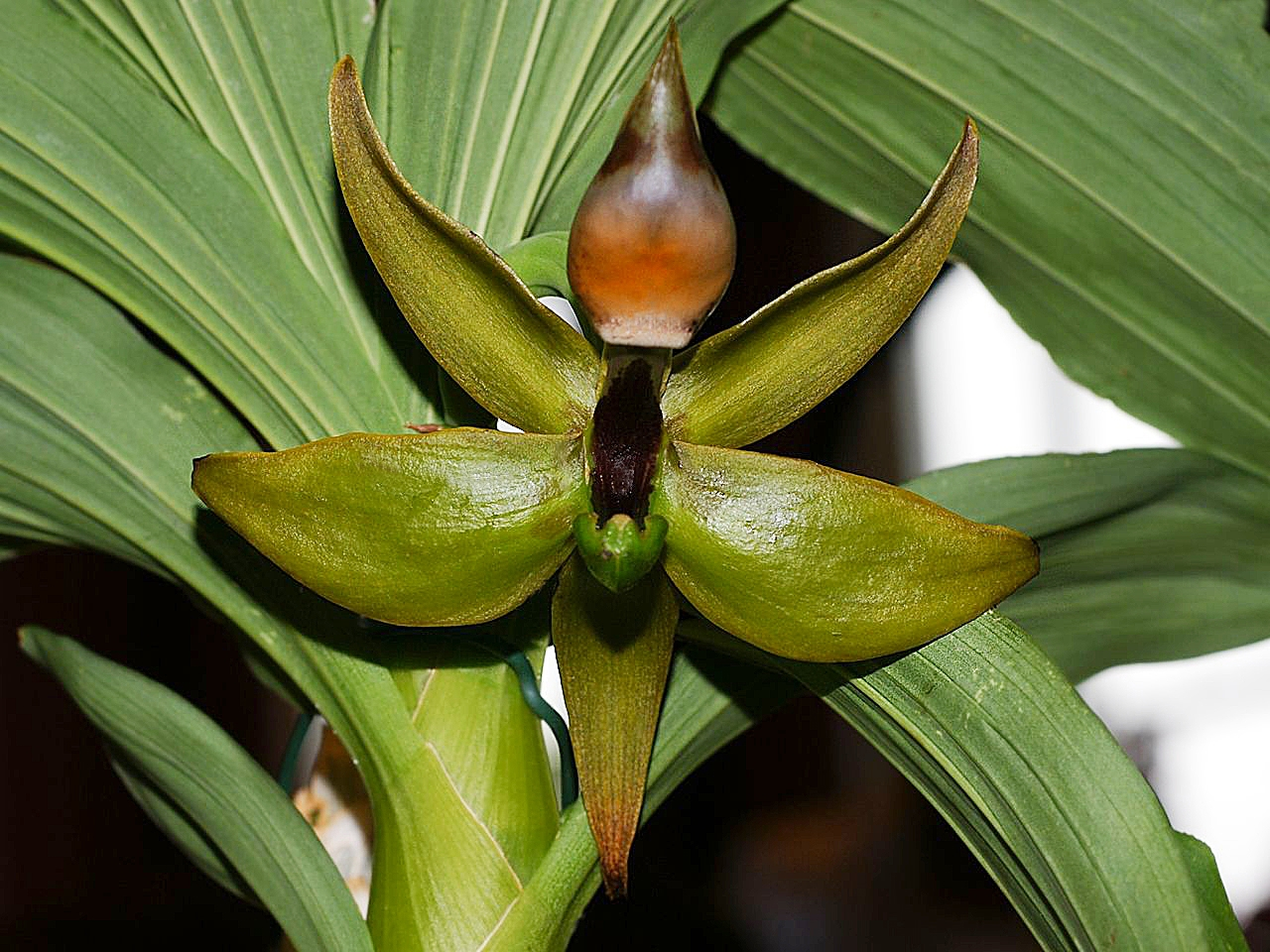
Detalle de la flor

## Descripción
Es una especie de orquídea de tamaño mediano a grande que prefiere el clima cálido,  es epifita con un pseudobulbo  cilíndrico que lleva varias hojas, oblongo-lanceoladas , plegadas, agudas a obtusas. Florece en el otoño y el invierno temprano en una inflorescencia axilar, colgante, racemosa, con hasta 10 flores fragantes.

## Distribución y hábitat
Se encuentra en la costa del Guayana Francesa, Surinam, Guyana, Venezuela, Colombia y el norte de Brasil en los bosques húmedos a altitudes de 200 a 1000 metros.

## Taxonomía
Cycnoches loddigesii fue descrito por John Lindley y publicado en The Genera and Species of Orchidaceous Plants 154. 1832.
Sinonimia
- Cycnoches cucullata Lindley 1837;
- Cycnoches loddigesii var leuchochilum Hkr. 1841;
- Cycnoches loddigesii var purpureum Rchb.f 1857[3]